# Roxana, la belleza de Montenegro

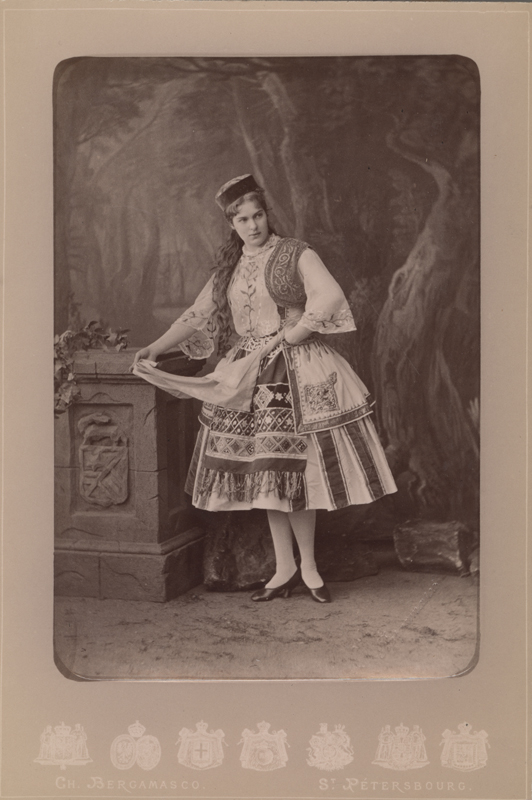
Marie Petipa en el papel de Zoe.

Roxana, la belleza de Montenegro (o simplemente Roxana; en ruso: Роксана краса Черногории) es un ballet en cuatro actos, coreografiado por Marius Petipa con música de Ludwig Minkus y libreto de Sergei Khoudekov y Marius Petipa. A veces lo apodaron el "Giselle eslavo".

## Historia
Este ballet fue realizado por el Ballet Imperial en el Teatro Bolshoi Kamenny de San Petersburgo el 11 de febrero de 1878. El historiador del ballet Constantin Skalkovski informó que la gran marcha del tercer acto del ballet (marcha Kranli) «fue la pieza favorita del emperador Alejandro II de Rusia a quien sin embargo no le gustaba la música en general. Varias unidades de nuestras tropas estaban bailando esta marcha durante el sitio de Plevna.» Esta marcha se realizó nuevamente en marzo de 1878 en San Petersburgo durante un concierto en beneficio de los soldados heridos que regresaban de los Balcanes.
El argumento está directamente inspirado en los problemas en los Balcanes y la liberación por Rusia de las tierras cristianas que estaban bajo el dominio otomano. El Tratado de San Stefano se firmó el 5 de marzo de 1878.
El ballet fue un gran éxito con sus danzas montenegrinas, como The Eagle's Dance  en el primer acto, su Kranli March, Roxana's Waltz y Roxana's Quadrille, y la Raviola en el cuarto acto. Esta música también se extendió ampliamente en Alemania bajo el título Die schöne Montenegrinerin con transcripciones para piano, así como en Francia.
El ballet se representó desde el 27 de noviembre de 1883 en el Teatro Bolshói de Moscú, en una versión revisada de Alexeï Bogdanov y decorados diseñados por Walz.

## Argumento
El turco Radivoy, un mahometano residente en Montenegro, está enamorado de la huérfana Roxana, pero ella no responde a sus insinuaciones. En venganza, el turco lanza el rumor de que ella ha sufrido un hechizo que provoca desastres naturales, estando bajo la influencia de su madre muerta, que se ha convertido en una mariposa-vampiro. Un joven montenegrino, Yanko, la salva de la furia de la turba, pero luego descubre que realmente ha sufrido una maldición, ya que se transforma en una willi por la noche. De hecho, Yanko, que ha seguido a Roxana en un bosque fantástico, la descubre rodeada de wilis fantasmales que pierden su poder al amanecer. El joven hace todo lo posible para salvarla de nuevo. La mariposa-vampiro muere y los dos jóvenes se casan más tarde.

## Reparto original
- Roxana: Evguenia Sokolova (más tarde Ekaterina Vazem)
- Radivoï: Felix Kschessinski
- Yanko: Pável Gerdt
- Zoe, amiga de Roxana: Marie Petipa
- Las wilis: Gorchenkova, Nikitina, Chapochnikova, Prikhounova

## Escenografía
La escenografía es de Mikhaïl Botcharov, Matveï Chichkov, Heinrich Wagner; el vestuario es de P. Grigoriev.